# Henrik Tuma
Henrik Tuma (Lubiana, 9 luglio 1858 – Lubiana, 10 aprile 1935) è stato un politico e avvocato jugoslavo di nazionalità slovena.

## Biografia
Era figlio di Matej (1814-1892) mastro calzolaio proveniente da Praga e Marija Ana Vidič (1819-1898), originaria di una povera famiglia contadina di Grosuplje; i due si sposarono nel 1850 ed ebbero otto figli, dei quali Henrik era il quinto.  Nel 1864 iniziò la scuola elementare di cinque classi, che terminò nel 1869 iscrivendosi al Ginnasio. Nella sesta classe ebbe dei dissapori con il professore di religione, da cui rimediò un brutto voto che lo portò a trasferirsi alle Magistrali, concludendo nel 1876 il corso da un anno per maestro; nell'ottobre di quell'anno fu nominato aiuto maestro, compito che andò ad assolvere a Postumia finché non ebbe anche lì problemi per le sue idee patriottiche, che infine gli costarono il posto. Trovò tuttavia subito impiego come precettore presso una facoltosa famiglia locale. Nel 1880 andò a Trieste, e lì si preparò per il diploma ginnasiale, che conseguì nel 1881. Si iscrisse a Giurisprudenza a Vienna, dove si laureò nel 1886 diventando apprendista avvocato. Nel 1889 superò il concorso per giudice e fu inviato a Tolmino. Lì conobbe la futura moglie Maria Gianola (1877-1928) nata in Egitto da un emigrato svizzero di Chiasso, Luigi, e da Avgustina Gabršček, di Podsolarje vicino Tolmino. Si sposarono nel 1894, ed ebbero dieci figli. Nel 1897 abbandonò la carriera di giudice, e nel 1901 riuscì ad aprire uno studio di avvocato a Gorizia. Nonostante l'impegno dell'attività forense, egli dedicò molto tempo all'attivismo politico. A Gorizia visse la maggior parte della vita. Subì la prima guerra mondiale, perdendovi tre case e lo studio. Per vedersi risarciti i danni, richiese la cittadinanza italiana, che gli venne tuttavia rifiutata a causa della sua dedizione alla causa del popolo sloveno.
Scrisse nel libro Dalla mia vita, che proprio in quegli anni terminò di scrivere: “Così dovetti lasciare i luoghi del Litorale da me così amati. Ero stato nel Litorale, se conto anche gli anni che ho insegnato a Postumia, dal 1876 al 1924, quindi quarantotto anni. Eppure, ho dovuto andarmene da lì, come straniero, e come straniero sono tornato nella natìa Lubiana.“ A Lubiana, a 66 anni aprì uno studio di avvocato, in cui lavorò fino alla morte il 10 aprile 1935.

## Attività politica
L'ingresso di Tuma in politica avvenne nel 1895, quando fu eletto come rappresentante al Consiglio della Contea. Divenne un politico di riguardo, dedicandosi soprattutto all'organizzazione economica degli sloveni del Goriziano. Nel 1897 prese parte alla fondazione della prima Cooperativa dei commercianti e degli artigiani e alla primo Banco di Credito degli sloveni nel Goriziano. Creò un partito su base etnica, e nel 1902 fu rieletto. Nel 1908, terminato il mandato formalmente come indipendente, decise di passare ai socialdemocratici; il suo passaggio ebbe una vasta eco nel mondo sloveno. Guidò la sezione goriziana del Partito Socialdemocratico degli Slavi Meridionali; nel 1913 divenne direttore della rivista socialista “Naši zapiski” (Le nostre note), pubblicandovi contributi di sociologia, filosofia, etica, politica, eccetera. Dopo l'annessione del Litorale da parte italiana fu considerato un socialista di sinistra e come tale promosse l'idea sul territorio. I suoi ultimi anni lubianesi (1924-1935) li passò dedicandosi all'attività forense, soprattutto difendendo i gruppi di comunisti dalle autorità jugoslave, e all'alpinismo.